# Hrastovec v Slovenskih goricah
Hrastovec v Slovenskih goricah este o localitate din comuna Lenart, Slovenia, cu o populație de 116 locuitori.